# Osservatorio astronomico di Lisbona
L'osservatorio astronomico di Lisbona (in portoghese Observatório Astronómico de Lisboa) è un osservatorio astronomico che ha sede nella capitale portoghese.

## Storia
L'osservatorio fu fondato nel 1878. La realizzazione traeva origine dalla controversia fra gli astronomi Hervé Faye, direttore dell’Observatoire di Parigi, e Wilhelm Struve, direttore dell'osservatorio di Pulkovo in Russia, intorno alla parallasse dell'asteroide 1551 Argelander. Nel 1850 i due astronomi concordarono che le osservazioni astronomiche dovessero essere fatte da Lisbona, in quanto era l'unica località dell'Europa continentale in cui un telescopio zenitale potesse incrociare la cosiddetta "stella" Argelander. A tal fine era necessario costruire un nuovo osservatorio, attrezzato con gli strumenti adatti, dal momento che l'Osservatorio reale della Marina (Observatório Real da Marinha) non era adeguato. La costruzione fu appoggiata dal re Pietro V del Portogallo e dalle istituzioni statali.
L'osservatorio fu eretto sulla Tapada de Ajuda, nei dintorni di Lisbona, su di un terreno che apparteneva ad una riserva di caccia del re. Il progetto dell'edificio
era ispirato a quello dell'osservatorio di Pulkovo. Consulente scientifico dell'operazione era lo stesso Struve, mentre il tenente di marina e ingegnere idrografo Augusto Frederico Oom fu il direttore dei lavori e poi il primo direttore del "Regio osservatorio astronomico di Lisbona". I lavori di costruzione iniziarono nel 1861 e finirono nel 1867.

## Edificio

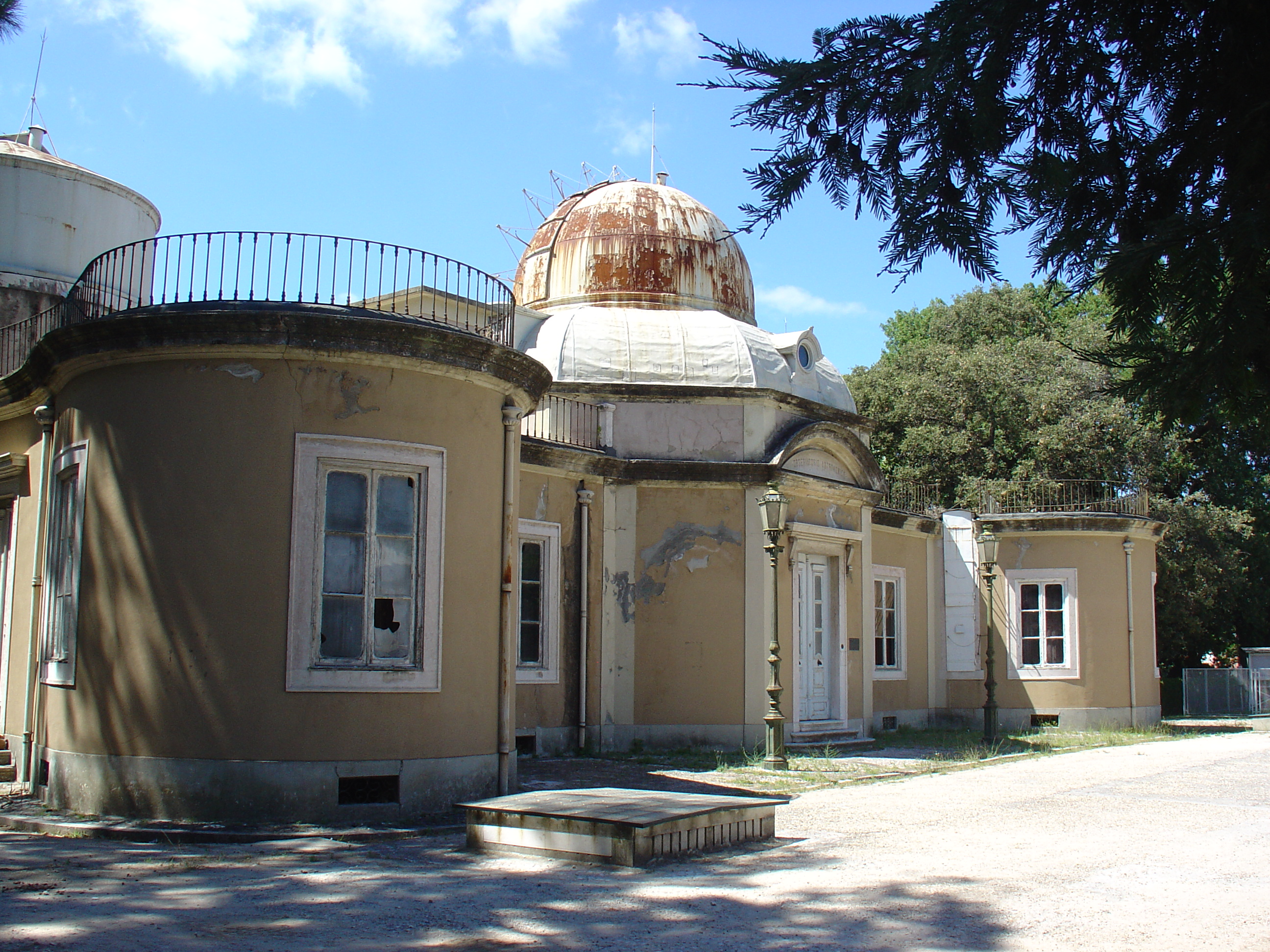
La cupola del vecchio osservatorio nel giardino botanico di Lisbona

L’osservatorio è composto da un edificio centrale e da due cupole minori sul lato sud. L'edificio principale oltre alla cupola centrale comprende tre sale d'osservazione attrezzate con gli strumenti astronomici, collocate rispettivamente nelle ali nord, est e ovest del palazzo. La sala centrale dell'osservatorio è circolare e la sua volta appoggiata su otto colonne massicce sostiene il peso del grande telescopio rifrattore equatoriale. Negli archi fra le colonne si trovano gli orologi a pendolo che misuravano il tempo. Di fianco alle ampie finestre sono disposti grandi tavoli dove gli astronomi sviluppavano i loro lavori di ricerca.
Le sale sono rivestite da una boiserie che lascia un'intercapedine fra il rivestimento e il muro. Quest'intercapedine comunica con l'esterno attraverso delle fessure. Anche i camini posti nelle sale permettono una ventilazione costante per garantire una temperatura stabile, necessaria per l'esattezza delle rilevazioni.

## Strumenti d'osservazione
Gli strumenti originali sono ancora tutti funzionanti e non sono stati modernizzati con motori elettrici o sistemi di controllo elettronico. Oggi sono esposti nelle sale trasformate in museo.